# Campionatul Mondial de Atletism din 2022 - 4x400 m (feminin)
Proba feminină de ștafetă 4x400 de metri de la Campionatul Mondial de Atletism din 2022 a avut loc pe 23 și 24 iulie 2022 pe Hayward Field din Eugene, SUA.

## Timpul de calificare
Timpul standard pentru calificare a fost stabilit la prezența în primele 10 echipe la World Relays 2021, alte 6 echipe urmând a fi admise ulterior.

## Program
Ora este ora SUA (UTC-7) 
| Data     | Oră   | Etapă      |
| -------- | ----- | ---------- |
| 23 iulie | 17:10 | Calificări |
| 24 iulie | 19:50 | Finala     |

## Rezultate

### Calificări
Primele trei echipe din fiecare serie s-au calificat în finală (C), alături de alte două echipe cu cel mai bun timp.
| Loc | Serie | Culoar | Țară                       | Atleți                                                                             | Timp    | Note  |
| --- | ----- | ------ | -------------------------- | ---------------------------------------------------------------------------------- | ------- | ----- |
| 1   | 1     | 2      | Statele Unite ale Americii | Talitha Diggs, Allyson Felix, Kaylin Whitney, Jaide Stepter Baynes                 | 3:23,38 | C, SB |
| 2   | 1     | 1      | Marea Britanie             | Ama Pipi, Laviai Nielsen, Victoria Ohuruogu, Nicole Yeargin                        | 3:23,92 | C, SB |
| 3   | 2     | 8      | Jamaica                    | Stacey-Ann Williams, Junelle Bromfield, Tiffany James, Charokee Young              | 3:24,23 | C, SB |
| 4   | 2     | 2      | Belgia                     | Naomi Van Den Broeck, Imke Vervaet, Helena Ponette, Camille Laus                   | 3:28,02 | C, SB |
| 5   | 2     | 6      | Canada                     | Micha Powell, Aiyanna Stiverne, Kyra Constantine, Natassha McDonald                | 3:28,49 | C, SB |
| 6   | 2     | 4      | Italia                     | Anna Polinari, Ayomide Folorunso, Virginia Troiani, Alice Mangione                 | 3:28,72 | c, SB |
| 7   | 1     | 3      | Franța                     | Sokhna Lacoste, Shana Grebo, Sounkamba Sylla, Amandine Brossier                    | 3:28,89 | C, SB |
| 8   | 1     | 8      | Elveția                    | Silke Lemmens, Julia Niederberger, Annina Fahr, Yasmin Giger                       | 3:29,11 | c, SB |
| 9   | 1     | 7      | Ucraina                    | Kateryna Karpyuk, Anastasiya Bryzhina, Viktoriya Tkachuk, Anna Ryzhykova           | 3:29,25 | SB    |
| 10  | 2     | 7      | Polonia                    | Justyna Święty-Ersetic, Iga Baumgart-Witan, Kinga Gacka, Małgorzata Hołub-Kowalik  | 3:29,34 |       |
| 11  | 1     | 4      | Germania                   | Corinna Schwab, Elisa Lechleitner, Judith Franzen, Alica Schmidt                   | 3:30,48 |       |
| 12  | 2     | 1      | Norvegia                   | Astri Ertzgaard, Elisabeth Slettum, Linn Oppegaard, Amalie Iuel                    | 3:32,00 |       |
| 13  | 2     | 3      | Spania                     | Eva Santidrián, Aauri Lorena Bokesa, Laura Hernández, Carmen Avilés                | 3:32,87 |       |
| 14  | 1     | 5      | Africa de Sud              | Miranda Charlene Coetzee, Marlie Viljoen, Gontse Martha Morake, Zenéy van der Walt | 3:46,68 |       |
|     | 1     | 6      | Țările de Jos              | Hanneke Oosterwegel, Lieke Klaver, Cathelijn Peeters, Femke Bol                    | DS      |       |
|     | 2     | 5      | Bahamas                    |                                                                                    | NS      |       |

### Finala
Finala a avut loc pe 24 iulie.
| Loc | Culoar | Țară                       | Atleți                                                                   | Timp    | Note |
| --- | ------ | -------------------------- | ------------------------------------------------------------------------ | ------- | ---- |
| 1   | 5      | Statele Unite ale Americii | Talitha Diggs, Abby Steiner, Britton Wilson, Sydney McLaughlin           | 3:17,79 |      |
| 2   | 4      | Jamaica                    | Candice McLeod, Janieve Russell, Stephenie Ann McPherson, Charokee Young | 3:20,74 | SB   |
| 3   | 6      | Marea Britanie             | Victoria Ohuruogu, Nicole Yeargin, Jessie Knight, Laviai Nielsen         | 3:22,64 | SB   |
| 4   | 7      | Canada                     | Natassha McDonald, Aiyanna Stiverne, Zoe Sherar, Kyra Constantine        | 3:25,18 | SB   |
| 5   | 8      | Franța                     | Sokhna Lacoste, Shana Grebo, Sounkamba Sylla, Amandine Brossier          | 3:25,81 | SB   |
| 6   | 3      | Belgia                     | Helena Ponette, Imke Vervaet, Paulien Couckuyt, Camille Laus             | 3:26,29 | SB   |
| 7   | 2      | Italia                     | Anna Polinari, Ayomide Folorunso, Virginia Troiani, Alice Mangione       | 3:26,45 | SB   |
| 8   | 1      | Elveția                    | Silke Lemmens, Julia Niederberger, Annina Fahr, Yasmin Giger             | 3:27,81 | SB   |